# Nicolás Gaitán
Pour les articles homonymes, voir Gaitán.
Nicolás Gaitán, ou Nico Gaitán, de son nom complet Osvaldo Fabián Nicolás Gaitán, né le 23 février 1988 à San Martín, est un footballeur international argentin. Il évolue au poste de milieu de terrain.

## Biographie

### Carrière en club

#### Boca Juniors (2008-2010)
Gaitán fait ses débuts en professionnel avec Boca Juniors lors d'une victoire trois à un contre l'Arsenal de Sarandi, le 1er juin 2008. Il marque ses deux premiers buts en championnat dans une victoire trois à zéro à l'extérieur face à Huracán, le 31 août 2008. 

#### Benfica Lisbonne (2010-2016)
Les dirigeants de Benfica confirment le 3 mai 2010 qu'ils lui ont fait signer un contrat portant sur cinq années, et pour un montant de 8,4 millions d'euros.
Ses performances remarquées en Liga ZON Sagres et en Ligue des champions avec le Benfica Lisbonne font de lui une cible de choix par de grands clubs comme Manchester United pour le mercato d'été 2012.
Avec le Benfica il atteint la finale de la Ligue Europa deux années de suite, en 2013 et en 2014.
Il devient très vite après le départ de ses compatriotes Pablo Aimar et Ángel Di María le leader des encarnados au milieu de terrain. Il obtient donc logiquement le numéro 10 en 2014 et est vice-capitaine après Luisão. Malgré les approches d'autres grands clubs comme Manchester United et l'Atlético Madrid, Gaitan préfère rester et commence très bien sa saison 2015-2016 avec Benfica.

#### Atlético Madrid (2016-2018)
Le 16 juin 2016, il s'engage avec l'Atlético Madrid .

#### Dalian Yifang (2018-2019)
Le 26 février 2018, il s'engage avec le Dalian Yifang pour 18 millions d'euros.

#### Fire de Chicago (2019)
Le 14 mars 2019, il s'engage avec le Fire de Chicago.

#### LOSC Lille (2020)
Le 31 janvier 2020, le LOSC Lille annonce le transfert de Nicolas Gaitan qui portera le numéro 20. Après avoir participé à quatre rencontres, sa saison s'interrompt rapidement avec la pandémie de Covid-19 qui force à l'arrêt du championnat. Classé quatrième et privé de Ligue des champions, le club n'a pas les moyens de payer l'important salaire du joueur et décide de ne pas lever son option de prolongation de deux saisons. Le 13 juin, Le LOSC se sépare de Nicolás Gaitán.

#### SC Braga (2020-2021)
Le 11 août 2020, il signe en faveur du SC Braga où il retrouve les compétitions internationales européennes en participant à la Ligue Europa 2020-2021.

#### CA Penarol (2021)
Après une saison à Braga, Gaitán rejoint Peñarol.

## Statistiques
| Saison                | Club                  | Championnat           | Championnat | Championnat | Championnat | Coupe nationale | Coupe nationale | Coupe nationale | Coupe de la Ligue | Coupe de la Ligue | Coupe de la Ligue | Supercoupe | Supercoupe | Supercoupe | Compétition(s) continentale(s) | Compétition(s) continentale(s) | Compétition(s) continentale(s) | Compétition(s) continentale(s) | Total | Total | Total |
| Saison                | Club                  | Division              | M.          | B.          | P.d.        | M.              | B.              | P.d.            | M.                | B.                | P.d.              | M.         | B.         | P.d.       | Comp.                          | M.                             | B.                             | P.d.                           | M.    | B.    | P.d.  |
| 2007-2008             | Boca Juniors          | Primera División      | 1           | 0           | 0           | -               | -               | -               | -                 | -                 | -                 | -          | -          | -          | -                              | -                              | -                              | -                              | 1     | 0     | 0     |
| 2008-2009             | Boca Juniors          | Primera División      | 32          | 5           | 3           | -               | -               | -               | -                 | -                 | -                 | -          | -          | -          | CL+CS                          | 7+4                            | 0+1                            | 1+0                            | 43    | 6     | 4     |
| 2009-2010             | Boca Juniors          | Primera División      | 33          | 7           | 8           | -               | -               | -               | -                 | -                 | -                 | -          | -          | -          | CS                             | 2                              | 0                              | 0                              | 35    | 7     | 8     |
| Sous-total            | Sous-total            | Sous-total            | 66          | 12          | 11          | -               | -               | -               | -                 | -                 | -                 | -          | -          | -          | -                              | 13                             | 1                              | 1                              | 79    | 13    | 12    |
| 2010-2011             | Benfica Lisbonne      | Liga ZON Sagres       | 26          | 7           | 6           | 5               | 1               | 2               | 3                 | 0                 | 1                 | 1          | 0          | 0          | C1+C3                          | 5+8                            | 0+1                            | 0+1                            | 48    | 9     | 10    |
| 2011-2012             | Benfica Lisbonne      | Liga ZON Sagres       | 25          | 3           | 7           | 1               | 0               | 0               | 4                 | 0                 | 3                 | -          | -          | -          | C1                             | 14                             | 1                              | 7                              | 44    | 4     | 17    |
| 2012-2013             | Benfica Lisbonne      | Liga ZON Sagres       | 23          | 3           | 9           | 6               | 1               | 2               | 2                 | 0                 | 0                 | -          | -          | -          | C1+C3                          | 4+9                            | 0+1                            | 0+1                            | 44    | 5     | 12    |
| 2013-2014             | Benfica Lisbonne      | Liga ZON Sagres       | 26          | 4           | 7           | 5               | 1               | 4               | 2                 | 1                 | 0                 | -          | -          | -          | C1+C3                          | 5+5                            | 1+1                            | 1+0                            | 43    | 8     | 12    |
| 2014-2015             | Benfica Lisbonne      | Liga NOS              | 27          | 4           | 15          | 2               | 0               | 1               | 2                 | 0                 | 0                 | 1          | 0          | 0          | C1                             | 5                              | 0                              | 0                              | 37    | 4     | 16    |
| 2015-2016             | Benfica Lisbonne      | Liga NOS              | 25          | 4           | 16          | 1               | 0               | 0               | 2                 | 3                 | 1                 | 1          | 0          | 0          | C1                             | 8                              | 4                              | 3                              | 37    | 11    | 20    |
| Sous-total            | Sous-total            | Sous-total            | 152         | 25          | 60          | 20              | 3               | 9               | 15                | 4                 | 5                 | 3          | 0          | 0          | -                              | 63                             | 9                              | 13                             | 253   | 41    | 87    |
| 2016-2017             | Atlético Madrid       | Liga                  | 23          | 3           | 1           | 4               | 1               | 2               | -                 | -                 | -                 | -          | -          | -          | C1                             | 5                              | 0                              | 0                              | 32    | 4     | 3     |
| 2017-2018             | Atlético Madrid       | Liga                  | 6           | 0           | 0           | 2               | 0               | 0               | -                 | -                 | -                 | -          | -          | -          | C1+C3                          | 4+1                            | 0+0                            | 0                              | 13    | 0     | 0     |
| Sous-total            | Sous-total            | Sous-total            | 29          | 3           | 1           | 6               | 1               | 2               | -                 | -                 | -                 | -          | -          | -          | -                              | 10                             | 0                              | 0                              | 45    | 4     | 3     |
| 2018                  | Dalian Yifang         | CSL                   | 28          | 2           | 7           | 2               | 0               | 0               | -                 | -                 | -                 | -          | -          | -          | -                              | -                              | -                              | -                              | 30    | 2     | 7     |
| 2019                  | Fire de Chicago       | MLS                   | 27          | 4           | 11          | 1               | 0               | 0               | -                 | -                 | -                 | -          | -          | -          | -                              | -                              | -                              | -                              | 28    | 4     | 11    |
| 2019-2020             | Lille OSC             | Ligue 1               | 4           | 0           | 0           | -               | -               | -               | -                 | -                 | -                 | -          | -          | -          | -                              | -                              | -                              | -                              | 4     | 0     | 0     |
| 2020-2021             | SC Braga              | Liga NOS              | 18          | 2           | 1           | 1               | 0               | 0               | -                 | -                 | -                 | -          | -          | -          | C3                             | 4                              | 1                              | 0                              | 23    | 3     | 1     |
| Total sur la carrière | Total sur la carrière | Total sur la carrière | 324         | 48          | 91          | 30              | 4               | 11              | 15                | 4                 | 5                 | 3          | 0          | 0          | -                              | 90                             | 11                             | 14                             | 462   | 67    | 121   |

## Palmarès
Boca Juniors
- Champion d'Argentine en 2008 (Tournoi d'Ouverture)

 Benfica
- Champion du Portugal en 2014, 2015 et 2016
- Vice-champion du Portugal en 2011, 2012 et 2013
- Vainqueur de la Coupe du Portugal en 2014
- Finaliste de la Coupe du Portugal en 2013
- Vainqueur de la Coupe de la Ligue portugaise en 2011, 2012, 2014, 2015 et 2016
- Vainqueur de la Supercoupe du Portugal en 2014
- Finaliste de la Supercoupe du Portugal en 2010 et 2015
- Finaliste de la Ligue Europa en 2013 et 2014